# Alenconská krajka

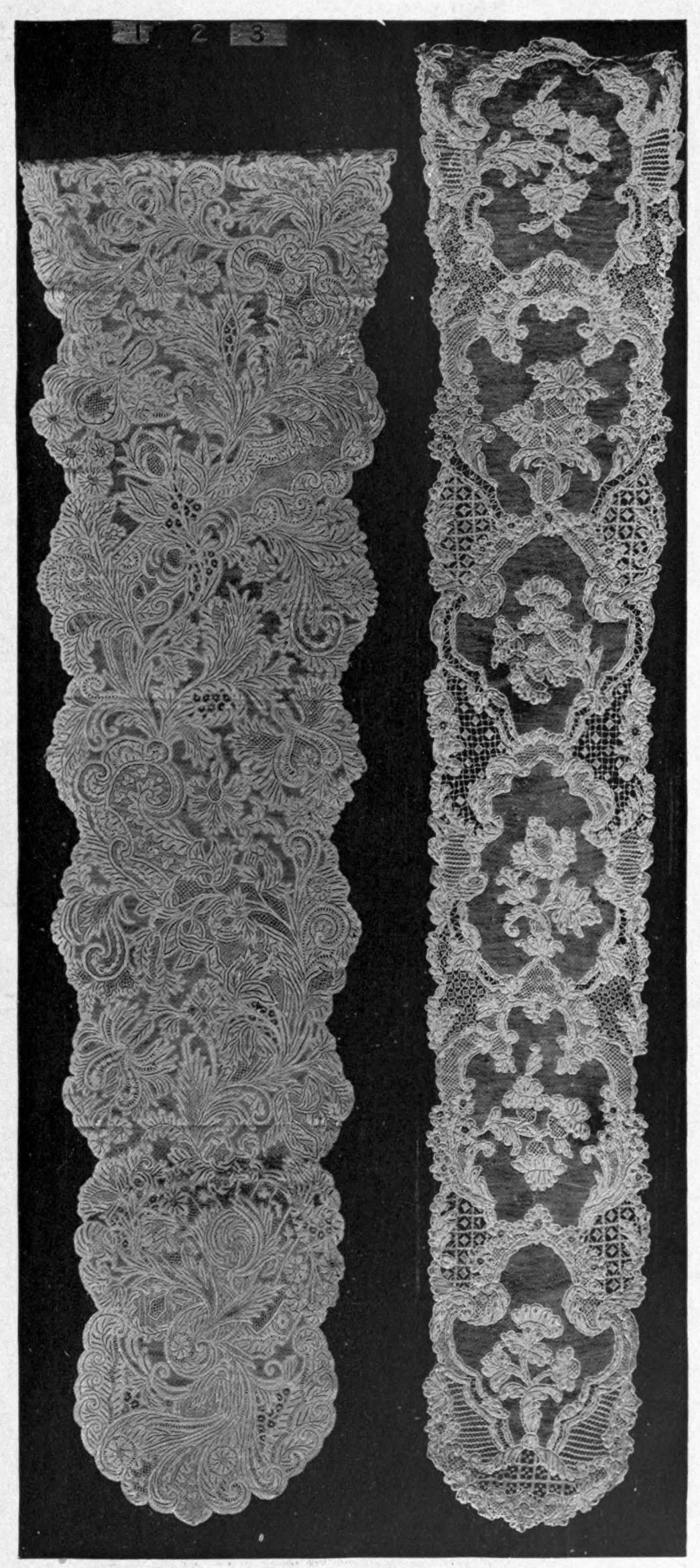
Krajky z počátku 18. století (vlevo: benátská krajka, vpravo: alenconská)

Alencon je jemná šitá krajka ze lněné příze. Označení pochází od stejnojmenného města v Normandii, kde byla vyvinuta koncem 17. století jako reprodukce, resp. zdokonalení benátské krajky. 
Zhotovení krajky bylo mimořádně nákladné. Původně se na výrobě jedné krajky podílelo až 18 pracovnic, každá z nich byla specializovaná na jeden určitý úkon (ražení vzoru na měděnou desku - otisk vzoru na pergamen – vypíchání obrysů na podkladovou tkaninu – šití jednoho z ornamentů – zhotovení půdice – sešívání ornamentů a půdice do jednoho celku apod.)
Ornamenty měly kontury vystupující nad povrch krajky, výplň ornamentů byla vyšitá smykovacími stehy, tylová půdice s šestihrannými (nebo jinak tvarovanými ) očky z velmi jemné příze. Na některých variantách se do kraje výrobku vkládaly koňské žíně pro zvýšení tuhosti a trvanlivosti. 
Komerční výroba alenconu na původním principu se udržovala s menšími obměnami a s přestávkami až do konce 19. století, vedle Alenconu také v Bayex, v Bruselu a na ostrově Burano (u Benátek). (Např. po revoluci roku 1789 výroba prakticky zanikla, asi o 15 let později však Napoleon nařídil její obnovení). Od začátku 20. století není nic známo ani o výrobě původním způsobem ani o nových imitacích.
Krajky se používaly na zdobení oděvů i ložního prádla, varianty se přizpůsobovaly dobovému vkusu, alencon však vždy patřil k nejdražším krajkám. Za dosud nejnákladnější se považují šaty z alenconu prodané v roce 1867 za tehdejších 17 000 $ (na této krajce pracovalo 40 žen po dobu 7 let, částka odpovídala ceně cca 23 kg zlata. 
Někteří znalci označovali alencon přívlastkem „královna krajek“, výrobky však nikdy nedosáhly úrovně obliby bruselské krajky. 